# Big Black (rivière)
Pour les articles homonymes, voir Big Black.
La Big Black est une rivière des États-Unis, située entièrement dans l'État du Mississippi, affluent du fleuve Mississippi. 

## Géographie
Elle prend sa source dans le comté de Webster et se dirige sur 531 kilomètres en direction du sud-ouest pour se jeter dans le Mississippi à 25 kilomètres au sud de Vicksburg. La surface totale du bassin est de 8800 km². L'altitude y varie de 14 à 198 mètres. Le bassin fait environ 250 kilomètres de long pour 35 à 40 kilomètres de large.

## Histoire
La rivière a été le lieu de théâtre d'une bataille de la guerre de Sécession, la bataille de Big Black River Bridge.

## Sources
- (en) USGS.gov
- (en) Mississippi Department of Environmental Quality
- (en) Encyclopedia Britannica